# Syndrom bitej kobiety
Syndrom bitej kobiety (ang. battered woman syndrome), rzadziej zespół maltretowanej żony (ang. battered wife syndrome) – szereg objawów występujących u kobiet, które doświadczają uporczywej przemocy — psychicznej, fizycznej lub seksualnej — ze strony swojego partnera. Znalazł się w nieaktualnej już klasyfikacji ICD-9 (kod 995.81) jako zespół osoby maltretowanej (ang. battered person syndrome), ale nie został wymieniony w DSM-5 ani ICD-11. Może być on traktowany jako podkategoria zespołu stresu pourazowego (PTSD) lub jako złożony zespół stresu pourazowego (C-PTSD).
Pojęcie to zostało po raz pierwszy zasugerowane przez Lenore E. Walker w 1979 roku, a następnie zjawisko to było intensywnie przez nią badane. Posłużyła się teorią wyuczonej bezradności Martina Seligmana, aby wyjaśnić, dlaczego kobiety pozostawały w związkach z przemocowymi mężczyznami.
Podejmowanie interwencji w takich sprawach jest bardzo trudne, ponieważ kobiety nie są skłonne do oficjalnego oskarżania mężów (zależność ekonomiczna, wiara w to, że on się zmieni, zbytnia bierność), zaś mężczyźni usprawiedliwiają się i uzasadniają swoje zachowanie prowokacją ze strony małżonki.

## Czynniki predysponujące
- młody wiek żony, jej niskie wykształcenie, brak własnych dochodów (od tych reguł zdarzają się wyjątki)
- mężczyzna mający niski status społeczny, niską potrzebę osiągnięć, wyrażania uczuć
- osobowość ofiary: bierna, masochistyczna, depresyjna, bierno-zależna, niedojrzała, lękowa
- prowokowanie agresji wobec siebie
- wyniesienie takiego wzorca relacji z domu rodzinnego
- przyczyny społeczno-kulturowe: taki wzorzec obowiązuje w niektórych środowiskach

## Przyczyny
W wielu wypadkach maltretowanie zaczyna się od pierwszego zajścia kobiety w ciążę. Badacze tłumaczą to frustracją seksualną mężczyzny, zmianą stylu życia rodziny i zachowania żony, niechęcią do posiadania dziecka.

## Stadia rozwoju maltretowania
1. Drobne konflikty w ciągu tygodni lub miesięcy.
2. Wybuch agresji i napięcia trwające do doby. Na tym etapie dochodzi do aktu przemocy.
3. Sprawca przejawia skruchę, stara się wynagrodzić swoje zachowanie.

## Zapobieganie
- podjęcie kroków prawnych
- rozdzielenie małżonków
- pomoc socjalna
- psychoterapia